# Льодовиковий цирк

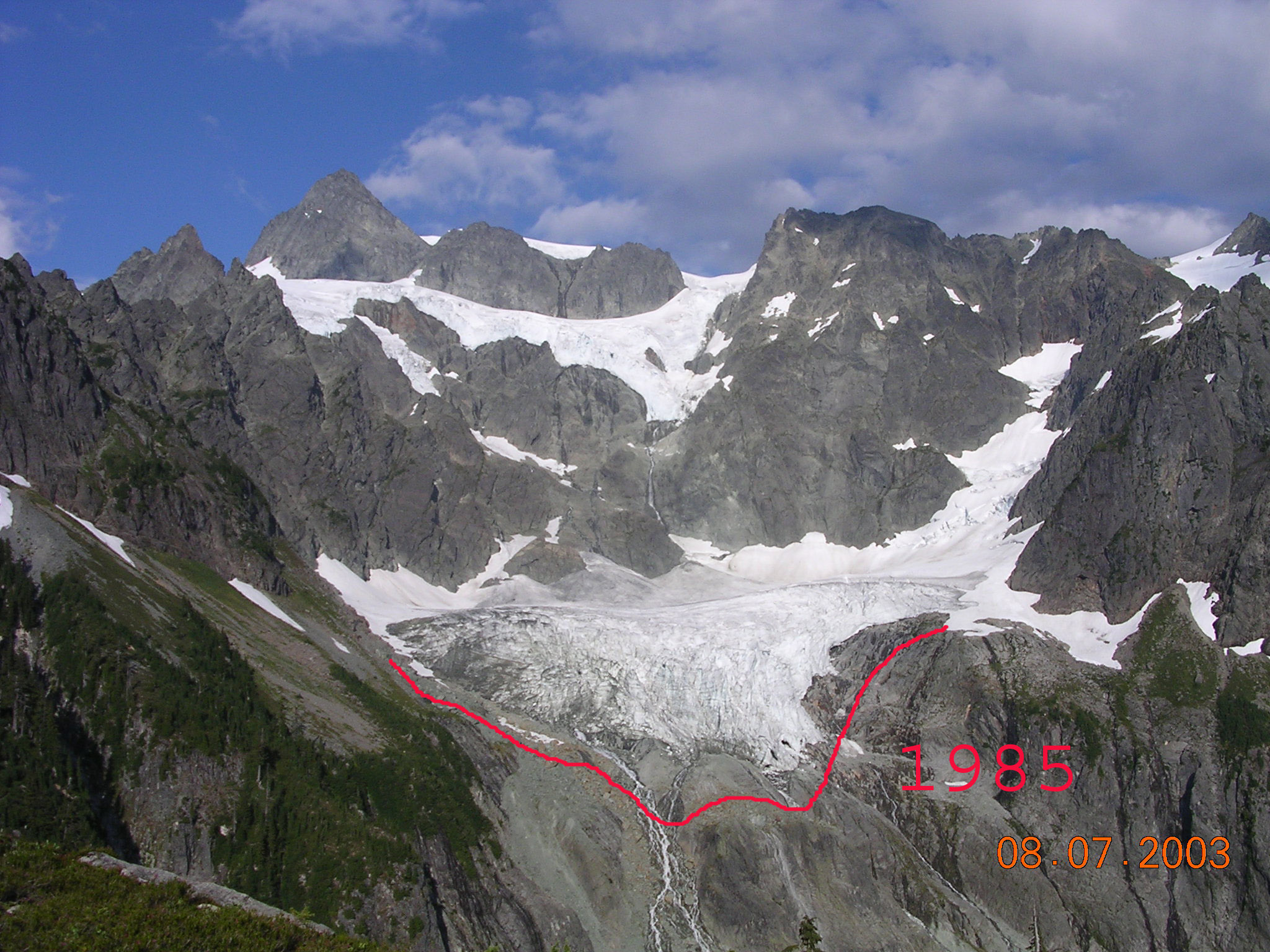
Льодовиковий цирк у North Cascades National Park, штат Вашингтон, США

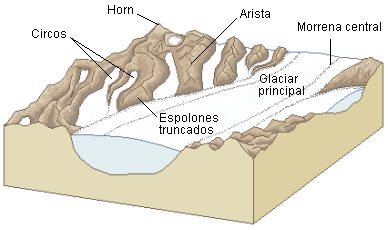
Льодовикові цирки на схемі.

Льодовико́вий цирк — велика чашоподібна западина, що має форму амфітеатру і являє собою частину верхів'їв гірських долин, сильно розширених та змінених льодовиками.

## Загальний опис
Льодовиковий цирк замикає верхній кінець льодовикової долини (трог) і вміщає фірн і лід, за рахунок яких живляться долинні льодовики.
Льодовикові цирки оточені майже вертикальними стінами і тільки з однієї сторони відкриті, поступово переходячи у зв'язані з ними долини. Такі цирки є основними областями живлення гірських долинних льодовиків.
Їхній розвиток пов'язаний з такими процесами як:
- екзараційна дія самого льодовика;
- вивітрювання;
- дія талих вод.